# Gaouaidlé
Gaouaidlé ist ein Berg mit einer Höhe von 449 m in Dschibuti. Er liegt in der Region Tadjoura im Nordwesten des Landes.

## Geographie
Der Berg ist Teil der Vulkanrücken der Afar-Senke, die sich vom AssalSee nach Norden ziehen. Er gehört zur Boullaẖta-Höhe und liegt westlich der RN 11.

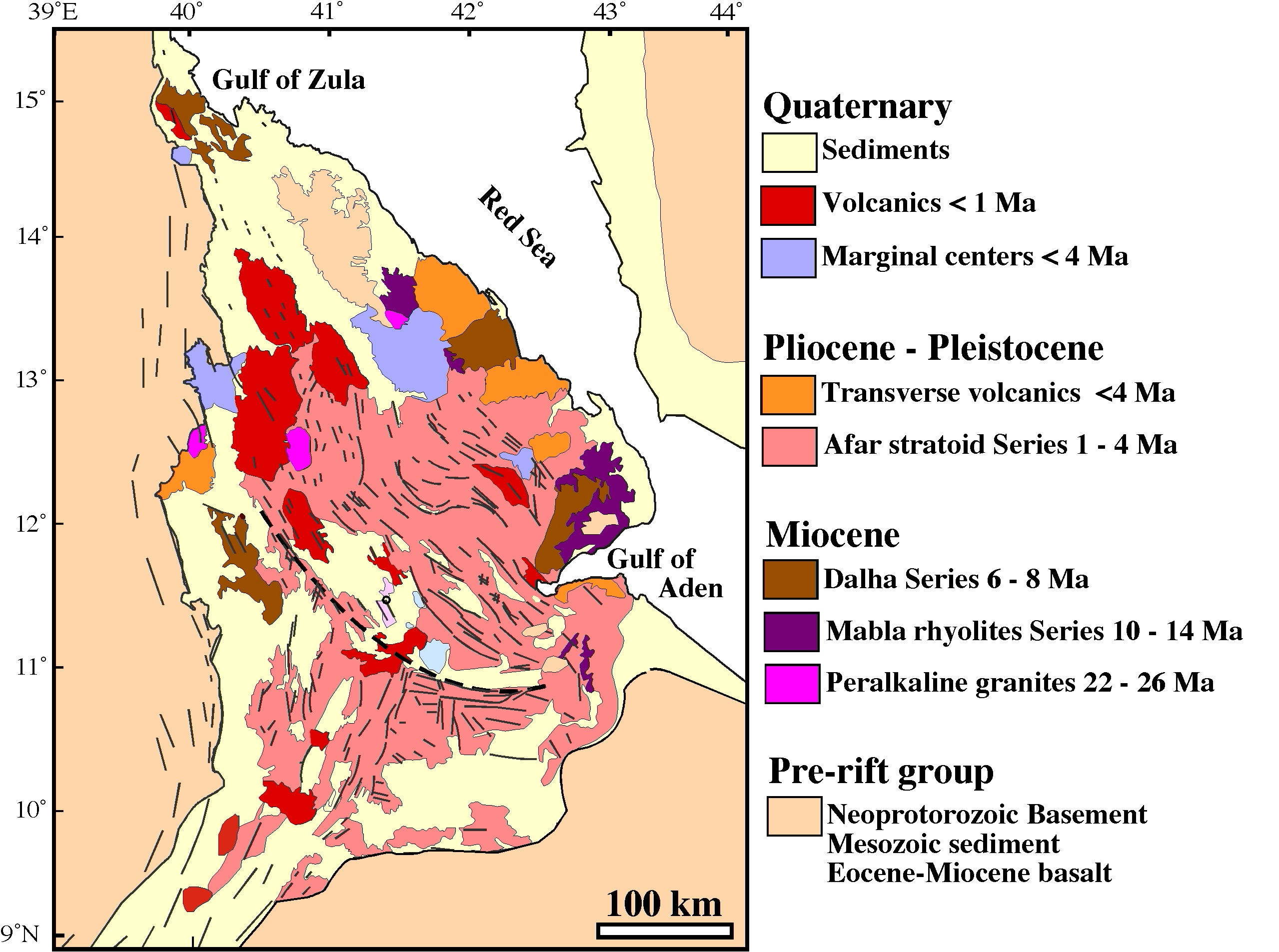
Geologie des Afar-Dreiecks.